# Грис (Њујорк)
Грис (енгл. Greece) насељено је место без административног статуса у америчкој савезној држави Њујорк.

## Демографија
По попису из 2010. године број становника је 14.519, што је 95 (-0,7%) становника мање него 2000. године.
| Група             | 2000.          | 2010.          |
| Белци             | 13.542 (92,7%) | 12.369 (85,2%) |
| Афроамериканци    | 366 (2,5%)     | 780 (5,4%)     |
| Азијати           | 241 (1,6%)     | 343 (2,4%)     |
| Хиспаноамериканци | 357 (2,4%)     | 781 (5,4%)     |
| Укупно            | 14.614         | 14.519         |